# Farmington (Arkansas)
Farmington è una città degli Stati Uniti d'America situata nello Stato dell'Arkansas, nella Contea di Washington.